# Verfassungsprozessrecht (Deutschland)
Das Verfassungsprozessrecht umfasst im deutschen öffentlichen Recht die gesetzlichen Bestimmungen, die den formalen Ablauf von Gerichtsverfahren vor den Verfassungsgerichten regeln. Die Gerichtsverfahren haben die Vereinbarkeit hoheitlicher Maßnahmen mit der Verfassung zum Gegenstand.
Eine Verfassungsgerichtsbarkeit existiert in Deutschland sowohl auf Bundes- als auch auf Landesebene. Auf Bundesebene wird diese durch das Bundesverfassungsgericht mit Sitz in Karlsruhe ausgeübt. Das Bundesverfassungsgericht überprüft Maßnahmen auf ihre Vereinbarkeit mit dem Grundgesetz (GG) hin. Auf Landesebene erfolgt durch die Landesverfassungsgerichte eine Kontrolle am Maßstab der jeweiligen Landesverfassung.

## Verfahren vor dem Bundesverfassungsgericht
Die Verfahrensarten vor dem Bundesverfassungsgericht sind im Grundgesetz, dem Bundesverfassungsgerichtsgesetz (BVerfGG) und dem Untersuchungsausschussgesetz (PUAG) geregelt. Diese Rechtsquellen zählen abschließend die Verfahrensarten auf, die vor dem Bundesverfassungsgericht in Frage kommen. Anders als bei anderen Gerichtsbarkeiten erfolgt die Zuweisung von Verfahren somit nicht über eine Generalklausel, wie sie etwa mit § 40 Absatz 1 Satz 1 der Verwaltungsgerichtsordnung für die Verwaltungsgerichtsbarkeit existiert.
Im Rahmen seiner Verfahren beschränkt sich die Prüfung des Bundesverfassungsgerichts auf die Kontrolle anhand des Grundgesetzes. Daher steht es außerhalb des regulären Instanzenzugs.
Die Verfahren vor dem Bundesverfassungsgericht sind auf unterschiedliche Situationen zugeschnitten: Bei kontradiktorischen Verfahren streiten sich mehrere Hoheitsträger um ihre Rechte und Pflichten. Hierzu zählt etwa das Organstreitverfahren. Objektive Beanstandungsverfahren dienen demgegenüber dazu, losgelöst von einem Einzelfall die Vereinbarkeit einer Maßnahme mit dem Grundgesetz zu überprüfen. Hierzu zählt beispielsweise die abstrakte Normenkontrolle. Andere Verfahren dienen der gerichtlichen Kontrolle bestimmter Hoheitsakte. Dies trifft etwa auf die Individualverfassungsbeschwerde zu, mit der eine Grundrechtsverletzung durch einen Akt der öffentlichen Gewalt gerügt werden kann.
Folgende Verfahren sind vor dem Bundesverfassungsgericht statthaft:

### Organstreitverfahren
Der Organstreit hat eine Streitigkeit über den Umfang der Rechte und Pflichten oberster Verfassungsorgane oder ihrer Mitglieder zum Gegenstand. Damit handelt es sich um ein kontradiktorisches Verfahren. Im Rahmen eines Antrags im Organstreitverfahren erfolgt eine Definition und Abgrenzung von organschaftlichen Rechten und Pflichten. Ein Antrag im Organstreitverfahren kommt beispielsweise in Frage, falls ein Bundestagsabgeordneter die Feststellung begehrt, dass er einen Auskunftsanspruch gegen die Bundesregierung hat.

#### Zulässigkeit eines Antrags
Das Organstreitverfahren ist in seinen Grundzügen in Art. 94 Absatz 1 Nummer 1 GG und § 13 Absatz 1 Nummer 5 BVerfGG geregelt. Konkretisiert werden diese Bestimmungen durch § 63-§ 67 BVerfGG.

##### Parteifähigkeit
Da das Organstreitverfahren ein kontradiktorisches Verfahren darstellt, setzt die Zulässigkeit eines Antrags voraus, dass Antragsteller und Antragsgegner parteifähig sind.

###### § 63 BVerfGG
Parteifähig sind im Organstreitverfahren gemäß § 63BVerfGG zunächst der Bundespräsident, der Deutsche Bundestag, der Bundesrat und die Bundesregierung. Die Norm setzt die Vorgaben des Art. 94 Abs. 1 Nr. 1 GG, wonach alle obersten Bundesorgane parteifähig sind, jedoch nicht abschließend um. So sind auch die Bundesversammlung, der Bundesrechnungshof und der Gemeinsame Ausschuss parteifähig.
Weiterhin spricht § 63 BVerfGG den Teilen oberster Bundesorgane Parteifähigkeit zu, die durch das Grundgesetz oder die Geschäftsordnung des Bundestags (GOBT), des Bundesrats (GOBR) oder der Bundesregierung (GOBReg) mit eigenen Rechten ausgestattet sind. Dies trifft etwa auf Bundestagsfraktionen und anerkannte Bundestagsgruppen als ständige Untergliederungen des Parlaments zu, denen die GOBT zahlreiche Rechte zuweist. Ebenfalls parteifähig sind die ständigen Ausschüsse des Deutschen Bundestags, die in Art. 45, Art. 45a, Art. 45c GG vorgesehen sind. Parteifähig ist weiterhin der Bundestagspräsident, der beispielsweise gemäß Art. 40 Absatz 2 Satz 1 GG Inhaber des Hausrechts und der Polizeigewalt im Reichstagsgebäude ist. Ebenfalls parteifähig ist der Bundesratspräsident, dem Art. 52 Absatz 2 GG eine Rechtsposition einräumt. Kein Organteil stellt der einzelne Bundestagsabgeordnete als Mitglied eines obersten Bundesorgans dar. Dies ergibt sich daraus, dass § 22 Absatz 1 Satz 2 BVerfGG ausdrücklich Mitglieder nicht als Organteile ansieht.
Des Weiteren sind insbesondere politische Parteien parteifähig, nach heute wohl herrschender Meinung als „anderer Beteiligter“ im Sinne des Art. 94 Abs. 1 Nr. 1 GG.

###### Art. 94 Absatz 1 Nummer 1 GG
§ 63 BVerfGG ist seinem Wortlaut nach teilweise enger als Art. 94 Absatz 1 Nummer 1 GG, der ebenfalls Vorgaben zur Parteifähigkeit macht. Da das Bundesverfassungsgerichtsgesetz in der Normenhierarchie dem Grundgesetz untergeordnet ist, wird § 63 BVerfGG von zahlreichen Rechtswissenschaftlern dahingehend erweiternd ausgelegt, dass auch die lediglich in Art. 94 Absatz 1 Nummer 1 GG genannten Beteiligten parteifähig sind. Andere betrachten § 63 BVerfGG als teilweise verfassungswidrig und nichtig.
Gemäß Art. 94 Absatz 1 Nummer 1 GG sind alle obersten Bundesorgane parteifähig. Hierzu zählen neben den in § 63 BVerfGG genannten Organen der Gemeinsame Ausschuss (Art. 53a GG), die Bundesversammlung (Art. 54 GG) und der Bundesrechnungshof (Art. 114 GG). Nicht parteifähig ist das Bundesverfassungsgericht: Zwar stellt dieses ein oberstes Bundesorgan dar, allerdings soll es nicht über eigenen Streit entscheiden müssen, an dem es selbst beteiligt ist.
Andere Beteiligte sind parteifähig, soweit sie durch das Grundgesetz oder die Geschäftsordnung eines obersten Bundesorgans mit eigenen Rechten ausgestattet sind. Nach vorherrschender Auffassung in der Rechtswissenschaft ist der Begriff des anderen Beteiligten restriktiv dahingehend auszulegen, dass er lediglich solche Organe erfasst, die eine ähnliche Bedeutung wie ein oberstes Bundesorgan besitzen.
Nach Art. 94 Absatz 1 Nummer 1 GG parteifähig ist etwa der einzelne Bundestagsabgeordnete, da das Grundgesetz an den Abgeordnetenstatus zahlreiche Rechte knüpft. Hierzu zählt insbesondere das freie Mandat, das aus Art. 38 Absatz 1 Satz 2 GG folgt und die Grundlage der parlamentarischen Betätigung des Abgeordneten darstellt. Konkretisiert wird das freie Mandat durch zahlreiche Bestimmungen in der GOBT, etwa durch § 16 Absatz 1 Satz 1 GOBT, der dem Abgeordneten einen Anspruch auf Akteneinsicht und -abgabe einräumt.
Politischen Parteien vermittelt Art. 21 GG eine organschaftliche Rechtsstellung. Diese gewährleistet das Recht, sich frei zu gründen und zu betätigen. Ebenfalls garantiert Art. 21 GG die Gleichbehandlung im Vergleich zu anderen politischen Parteien.
Ebenfalls parteifähig sind der Bundestagspräsident (Art. 40 GG), der Bundesratspräsident (Art. 52 GG) und die Mitglieder der Bundesregierung (Art. 63-Art. 65a). Auch Minderheiten innerhalb eines Organs sind parteifähig, soweit sie über eigene Rechte verfügen. Dies trifft etwa auf die Minderheit von einem Viertel der Bundestagsmitglieder zu, die gemäß Art. 44 Absatz 1 Satz 1 GG einen Anspruch darauf hat, dass der Bundestag einen Untersuchungsausschuss einrichtet. Parteifähig ist zudem der Vermittlungsausschuss, dem Art. 77 Absatz 2 GG eigene Rechte verleiht.
Nicht parteifähig sind die Länder, da für Streitigkeiten zwischen Land und Bund der Bund-Länder-Streit als vorrangiges Verfahren vorgesehen ist. Entsprechendes gilt für Private, die ihre Rechte mit der Individualverfassungsbeschwerde durchsetzen können.

##### Prozessfähigkeit
Die Prozessfähigkeit bezeichnet die Fähigkeit, innerhalb eines Gerichtsverfahrens Prozesshandlungen vorzunehmen. Das Bundesverfassungsgerichtsgesetz enthält anders als andere Prozessordnungen keine diesbezüglichen Vorgaben. Da die Prozessfähigkeit in anderen Verfahrensanforderungen mit der Geschäftsfähigkeit korrespondiert, geht die allgemeine Auffassung in der Rechtswissenschaft davon aus, dass Geschäftsfähige auch vor dem Bundesverfassungsgericht prozessfähig sind. Personenvereinigungen und Staatsorgane werden im Prozess durch ihre gesetzlichen Vertreter vertreten.

##### Postulationsfähigkeit
Gemäß § 22 Absatz 1 Satz 1 BVerfGG müssen sich die Parteien im Rahmen der mündlichen Verhandlung vor Gericht durch Anwälte oder durch Rechtslehrer an einer Hochschule mit Befähigung zum Richteramt vertreten lassen. Bestimmte Staatsorgane können sich gemäß § 22 Absatz 1 Satz 2, 3 BVerfGG auch durch ihre Mitglieder oder Beamten vertreten lassen.

##### Streitgegenstand
Gemäß § 64 Absatz 1 BVerfGG hat das Organstreitverfahren ein Handeln oder Unterlassen des Antragsgegners zum Gegenstand. Einen typischen Antragsgegenstand stellt beispielsweise die Weigerung der Bundesregierung dar, ein parlamentarisches Auskunftsbegehren zu beantworten. Auch die Nichtbeteiligung des Bundestags an einer Entscheidung stellt einen wiederkehrenden Antragsgegenstand dar. Ferner kann der Erlass oder Nichterlass eines Gesetzes einen tauglichen Antragsgegenstand darstellen.
Die Abgrenzung zwischen Handeln und Unterlassen kann im Einzelfall erhebliche Schwierigkeiten aufwerfen. Daher verzichtet das Bundesverfassungsgericht darauf, eine Abgrenzung durch den Antragsteller zu fordern.
Nach Auffassung des Bundesverfassungsgerichts ist für die Annahme eines geeigneten Streitgegenstands erforderlich, dass die angegriffene Maßnahme oder Unterlassung rechtserheblich ist. Dies trifft zu, wenn sich das Verhalten des Antragsgegners dazu eignet, die verfassungsrechtliche Stellung des Antragstellers zu beeinträchtigen. Hieran kann es beispielsweise bei bloßen Meinungsäußerungen fehlen. Ein Unterlassen ist lediglich dann rechtserheblich, falls die Möglichkeit besteht, dass der Antragsgegner zum Handeln verpflichtet ist. Aus Art. 82 Absatz 1 Satz 1 GG ergibt sich beispielsweise die Pflicht des Bundespräsidenten, einen Gesetzesentwurf auszufertigen. Auch das Unterlassen des Ausarbeitens eines Gesetzes durch den Bundestag kann einen tauglichen Streitgegenstand darstellen, sofern das Gesetz dem Schutz von durch die Verfassung vermittelten Rechten dient.

##### Antragsbefugnis
Gemäß § 64 Absatz 1 BVerfGG setzt die Zulässigkeit eines Antrags im Organstreitverfahren weiterhin voraus, dass der Antragsteller geltend macht, dass er oder das Organ, dem er angehört, durch eine Maßnahme oder Unterlassung des Antragsgegners in seinen ihm durch das Grundgesetz übertragenen Rechten und Pflichten verletzt oder unmittelbar gefährdet ist.
Das Merkmal der Antragsbefugnis bringt zum Ausdruck, dass das Organstreitverfahren keine objektive Rechtmäßigkeitskontrolle bezweckt, sondern dem Schutz organschaftlicher Rechte dient. Es dient insbesondere dazu, um von vornherein aussichtslose Anträge schon als unzulässig abzuweisen und damit dem Bundesverfassungsgericht eine zeitaufwendige Begründetheitsprüfung zu ersparen.
Wendet sich der Antragsteller gegen ein Handeln, muss er darlegen, dass ihm eine Rechtsposition zusteht, die der Antragsgegner verletzt. Greift er hingegen ein Unterlassen an, muss er geltend machen, einen Anspruch auf das Handeln des Antragsgegners zu haben. Das betroffene Recht des Antragstellers muss im Grundgesetz wurzeln. Nicht ausreichend ist daher, wenn sich eine Rechtsposition lediglich aus einfachem Recht ergibt. Notwendig ist also, dass sich die Beteiligten im Rahmen eines Verfassungsrechtsverhältnisses streiten.
§ 64 Absatz 1 BVerfGG erlaubt es Organteilen, ein Recht des Organs, dem sie angehören, im Wege der Prozessstandschaft geltend zu machen. Dies dient dem Minderheitenschutz. Diese Möglichkeit steht lediglich den Antragstellern offen, die in § 63 VerfGG genannt sind. So kann etwa eine Bundestagsfraktion im Organstreitverfahren Rechte des Bundestags geltend machen. Zwecks effektiven Minderheitenschutzes kommt dies auch in Frage, falls die Bundestagsmehrheit kein Organstreitverfahren einleiten will. Dem einzelnen Bundestagsabgeordneten ist die Möglichkeit der Prozessstandschaft hingegen verwehrt, da dieser lediglich gemäß Art. 94 Absatz 1 Nummer 1 GG parteifähig ist.
An der Antragsbefugnis fehlt es, falls die geltend gemachte Rechtsverletzung offensichtlich ausscheidet. Sie besteht daher nur, soweit die Rechtsverletzung zumindest möglich erscheint. Dies erfordert einen schlüssigen Vortrag des Antragstellers.

##### Form und Frist
Ein Antrag auf ein Organstreitverfahren muss gemäß § 23 Absatz 1 Satz 1 BVerfGG schriftlich beim Gericht eingereicht werden. Dies erfordert eine Unterzeichnung durch den Antragsteller. Gemäß § 23 Absatz 1 Satz 2 BVerfGG muss er weiterhin eine Begründung angeben. § 64 Absatz 2 BVerfGG bestimmt, dass der Antragssteller hierbei die Rechtsnorm nennen muss, deren Verletzung er rügt.
Die Antragsfrist beträgt gemäß § 64 Absatz 3 BVerfGG sechs Monate. Durch die Fristbindung soll der Rechtsfrieden gefördert werden. Die Berechnung der Frist erfolgt analog § 187-§ 193 des Bürgerlichen Gesetzbuchs. Die Frist beginnt in dem Moment, in dem der Antragsteller vom angegriffenen Handeln oder Unterlassen des Antragsgegners Kenntnis erlangt. Beim Unterlassen tritt dies im Regelfall ein, wenn der Antragsgegner erkennen lässt, dass der die vom Antragsteller begehrte Handlung nicht vornehmen will. Eine Wiedereinsetzung in den vorigen Stand ist ausgeschlossen.

##### Rechtsschutzbedürfnis
Das Rechtsschutzbedürfnis stellt eine ungeschriebene Zulässigkeitsvoraussetzung des Antrags dar. Es liegt vor, wenn der Antragsteller ein berechtigtes Interesse an gerichtlichem Rechtsschutz hat. Im Regelfall wird das Vorliegen des Rechtsschutzbedürfnisses durch das Vorliegen der Antragsbefugnis indiziert. Ausnahmsweise fehlt es, falls der Antragsteller die dargelegte Verletzung durch eigenes politisches Handeln hätte vermeiden können, er auf andere Weise schneller und einfacher sein Recht verwirklichen kann oder eine gerichtliche Entscheidung letztlich keinen Vorteil für den Antragsteller bedeutet. Abgeschlossene und in der Vergangenheit liegende Maßnahmen oder Unterlassungen führen nicht notwendigerweise zum Entfall des Rechtsschutzbedürfnisses. Dies ist insbesondere dann nicht der Fall, wenn entweder Wiederholungsgefahr besteht oder nach wie vor ein gewisses Interesse an der Klarstellung anzunehmen ist.

#### Begründetheit eines Antrags
Ist der Antrag im Organstreitverfahren zulässig, prüft das Bundesverfassungsgericht dessen Begründetheit. Diese liegt vor, wenn der Antragsgegenstand ein verfassungsmäßiges Recht des Antragstellers verletzt.

##### Antragsgegenstand ist Handeln
Greift der Antragsteller ein Handeln an, stellt dieses eine Rechtsverletzung dar, soweit der Antragsgegner in ein Recht des Antragstellers eingegriffen hat und dieser Eingriff nicht gerechtfertigt ist.
Löst etwa der Bundespräsident den Bundestag infolge einer gescheiterten Vertrauensfrage auf, greift er hierdurch in das Recht des Abgeordneten aus Art. 38 Absatz 1 Satz 2 GG in Verbindung mit Art. 39 Absatz 1 Satz 1 GG ein, während der gegenwärtigen Legislaturperiode dem Bundestag anzugehören.
Die Möglichkeit der Rechtfertigung eines Eingriffs kann sich ausdrücklich aus einer Norm des Grundgesetzes oder aus dessen Auslegung ergeben. Für den Fall der Bundestagsauflösung ergibt sich eine ausdrückliche Rechtfertigung beispielsweise aus Art. 68 Absatz 1 Satz 1 GG, sofern die Tatbestandsvoraussetzungen dieser Norm vorliegen und die Auflösung dem Normzweck entspricht.

##### Antragsgegenstand ist Unterlassen
Greift der Antragsteller ein Unterlassen an, ist der Antrag begründet, soweit er einen Anspruch auf das Handeln des Antragsgegners hat.
Anspruchsgrundlagen ergeben sich aus dem Grundgesetz sowie aus einfachen Gesetzen, welche ein im Grundgesetz angelegten Anspruch konkretisieren. So folgt etwa aus Art. 44 GG und den Vorschriften des PUAG ein Auskunftsanspruch eines Untersuchungsausschusses gegen Organe der Exekutive. Gemäß Art. 82 Absatz 1 Satz 1 GG haben Gesetzgebungsorgane einen Anspruch darauf, dass der Bundespräsident ein Gesetz ausfertigt. Aus Art. 38 Absatz 1 Satz 2 GG folgt schließlich ein Anspruch des Abgeordneten gegen die Bundesregierung auf Auskunft.
Der geltend gemachte Anspruch besteht, wenn alle Tatbestandsvoraussetzungen der Anspruchsgrundlage vorliegen und der Antragsgegner die Erfüllung nicht verweigern darf. So kann beispielsweise der Adressat eines parlamentarischen Auskunftsverlangens die Auskunft verweigern, wenn die Anfrage eine Angelegenheit berührt, die in den Kernbereich exekutiver Eigenverantwortung fällt.

#### Entscheidung des Gerichts
Gemäß § 67 Satz 1 BVerfGG stellt das Bundesverfassungsgericht in seiner Entscheidung fest, ob der Antragsgegenstand gegen eine Bestimmung des Grundgesetzes verstößt. Die Entscheidung beschränkt sich auf eine feststellende Wirkung, besitzt also keinen rechtsgestaltenden Charakter. Da ein Urteil des Bundesverfassungsgerichts allerdings gemäß § 31 Absatz 1 GG die gesamte Staatsgewalt bindet, zwingt es den Antragsgegner im Erfolgsfall regelmäßig zu einer Reaktion.

### Bund-Länder-Streit
Beim Bund-Länder-Streit handelt es sich um ein kontradiktorisches Verfahren zwischen dem Bund und einem Bundesland. Er dient dem Schutz der bundesstaatlichen Gliederung Deutschlands. Strukturell ist es eng mit dem Organstreitverfahren verwandt, da es ebenfalls einen Streit um die Abgrenzung von Kompetenzen zum Gegenstand hat. Während die Beteiligten beim Organstreit über Organkompetenzen streiten, besteht zwischen den Beteiligten des Bund-Länder-Streit Uneinigkeit über die Verbandskompetenz. Zu einem solchen Streit kann es etwa bezüglich der Weisungsbefugnis des Bundes im Rahmen der Bundesauftragsverwaltung nach Art. 85 Absatz 3 Satz 1 GG kommen.
Der Bund-Länder-Streit ist in seinen Grundzügen in Art. 94 Absatz 1 Nummer 3 GG und § 13 Nummer 7 BVerfGG geregelt. Konkretisiert werden diese Bestimmungen durch § 68-§ 70 BVerfGG.
Die Zulässigkeitsvoraussetzungen des Bund-Länder-Streits entsprechen gemäß § 69 BVerfGG weitgehend denen des Organstreitverfahrens. Parteifähig sind allerdings lediglich der Bund und ein Land. Als deren Vertreter treten im Prozess gemäß § 68 BVerfGG die Bundes- sowie die jeweilige Landesregierung auf.
Begründet ist der Antrag, soweit der Antragsgegner durch ein Handeln oder Unterlassen ein Recht des Antragstellers verletzt hat. Die Verfassungsmäßigkeit einer Weisung einer obersten Bundesbehörde setzt beispielsweise voraus, dass diese für den betroffenen Sachbereich zuständig ist, die angewiesene oberste Landesbehörde vorher angehört wird, die Weisung klar ist, sich im Rahmen des Auftragsverhältnisses hält und keinen groben Verfassungsverstoß darstellt.

### Abstrakte Normenkontrolle
Im Rahmen einer abstrakten Normenkontrolle überprüft das Bundesverfassungsgericht losgelöst von einem Einzelfall die Vereinbarkeit einer Rechtsnorm mit höherrangigem Recht. Dieses Verfahren bezweckt die Förderung von Rechtssicherheit und -frieden. Die abstrakte Normenkontrolle war bereits in der Paulskirchenverfassung von 1849 vorgesehen. Explizit wurde sie jedoch erst mit dem Inkrafttreten des Grundgesetzes in eine deutsche Verfassung aufgenommen.

#### Zulässigkeit eines Antrags
Die abstrakte Normenkontrolle ist in ihren Grundzügen in Art. 94 Absatz 1 Nummer 2 GG und § 13 Nummer 6 BVerfGG geregelt. Konkretisiert werden diese Bestimmungen durch § 76-§ 79 BVerfGG.

##### Antragsberechtigung
Antragsberechtigt sind gemäß § 76 Absatz 1 BVerfGG die Bundesregierung, eine Landesregierung und ein Viertel der Mitglieder des Bundestags. Für die Antragsberechtigung der Bundestagsmitglieder ist die Fraktionszugehörigkeit der Beteiligten unerheblich. Die Regierungen sind lediglich als Ganzes antragsberechtigt, weshalb ein Antrag einen entsprechenden Kabinettsbeschluss erfordert.
Da das abstrakte Normenkontrollverfahren ein objektives Beanstandungsverfahren darstellt, gibt es keinen Antragsgegner.

##### Antragsgegenstand
Gegenstand eines Antrags auf abstrakte Normenkontrolle kann jede Rechtsnorm sein. In Frage kommen daher insbesondere Bundes- oder Landesgesetze. Hierzu zählen auch lediglich formelle Gesetze, etwa Haushaltsgesetze. Auch untergesetzliche Normen stellen einen geeigneten Antragsgegenstand dar. Hierzu zählen etwa Rechtsverordnungen und Satzungen. Landesverfassungsrecht kann ebenfalls mithilfe einer abstrakten Normenkontrolle geprüft werden. Auch Gewohnheitsrecht kann Gegenstand eines Normenkontrollantrags sein, etwa der Entschädigungsanspruch aus enteignendem Eingriff. Auch allgemeine Regeln des Völkerrechts können Gegenstand einer abstrakten Normenkontrolle sein, da diese gemäß Art. 25 Satz 1 GG als Bundesrecht gelten. Schließlich können Tarifverträge im Rahmen einer Normenkontrolle überprüft werden, die gemäß § 5 des Tarifvertragsgesetzes für allgemeinverbindlich erklärt wurden. Kein geeigneter Antragsgegenstand sind hingegen Verwaltungsvorschriften, die mangels Außenwirkung nicht die Qualität einer Rechtsnorm besitzen. Auch Völkervertragsrecht kann nicht im Rahmen der abstrakten Normenkontrolle überprüft werden.
Eine Norm kann grundsätzlich erst überprüft werden, sobald sie Geltung erlangt hat, was jedenfalls anzunehmen ist, sobald die Norm in Kraft getreten ist. Vor Inkrafttreten (vacatio legis) ist die Norm überprüfbar, sobald sie gemäß Art. 82 Absatz 1 Satz 1 GG nach Gegenzeichnung ausgefertigt und im Bundesgesetzblatt verkündet wurde, die Norm also Geltungsanspruch erhebt. Ausgeschlossen ist daher eine vorbeugende Normenkontrolle, also die Überprüfung der Norm, während das Gesetzesvorhaben noch durch die verfassungsmäßig vorgesehenen Beteiligten gestaltet werden kann. Da dem Bundespräsidenten zwar kein inhaltlicher Einfluss auf das Gesetzesvorhaben, jedoch die Überprüfungskompetenz auf evidente Mängel hinsichtlich dessen Verfassungsmäßigkeit zusteht, kann die Norm erst dann Geltung beanspruchen, sobald sie im Wege der Ausfertigung und Verkündung das Gesetzgebungsverfahren absolviert hat. Anders liegt der Fall bei einem Zustimmungsgesetz zu einem völkerrechtlichen Vertrag: Gegen diese ist ein Normenkontrollverfahren statthaft, sobald im Gesetzgebungsverfahren alle wesentlichen Beschlüsse, das heißt die Beschlüsse des Bundestages und sofern erforderlich des Bundesrates, gefasst wurden. Diese Ausnahme beruht darauf, dass mit Inkrafttreten des Zustimmungsgesetzes eine völkerrechtliche Bindungswirkung hergestellt wird, die durch eine spätere gerichtliche Überprüfung nicht mehr aufgehoben werden kann.

##### Antragsgrund
Für die Zulässigkeit des Antrags bedarf es eines Antragsgrunds. Gemäß Art. 94 Absatz 1 Nummer 2 GG liegt dieser vor, wenn der Antragssteller Meinungsverschiedenheiten über oder Zweifel an der Verfassungsmäßigkeit der angegriffenen Rechtsnorm darlegt. Aus dem Antrag des Antragstellers muss sich daher ein Interesse daran ergeben, dass das Bundesverfassungsgericht über die Verfassungskonformität der Rechtsnorm entscheidet.
Die Vorgabe des Art. 94 Absatz 1 Nummer 2 GG wird durch § 76 Absatz 1 BVerfGG aufgegriffen und näher ausgestaltet. Die Vorschrift unterscheidet zwischen dem Antrag auf Normverwerfung und dem Antrag auf Normbestätigung.
Der Normverwerfungsantrag erfordert gemäß § 76 Absatz 1 Nummer 1 BVerfGG, dass der Antragsteller die Norm für nichtig hält. Die in der Rechtswissenschaft vorherrschende Ansicht betrachtet das Vorliegen von Meinungsverschiedenheiten oder Zweifeln allerdings als ausreichend, da das Grundgesetz in der Hierarchie der Rechtsnormen über dem Bundesverfassungsgerichtsgesetz steht. Das Bundesverfassungsgericht erblickt in § 76 Absatz 1 Nummer 1 BVerfGG demgegenüber eine zulässige Konkretisierung des Art. 94 Absatz 1 Nummer 2 GG.
Der Normbestätigungsanstrag erfordert gemäß § 76 Absatz 1 Nummer 2 BVerfGG, dass der Antragsteller eine Norm für gültig hält, obwohl ein Gericht oder eine Behörde eine Norm nicht angewandt hat, weil es annahm, sie verstoße gegen das Grundgesetz oder einfaches Bundesrecht. In der Rechtspraxis ist das Normbestätigungsverfahren äußerst selten.

##### Klarstellungsinteresse
Das Klarstellungsinteresse liegt vor, wenn ein berechtigtes Interesse an der gerichtlichen Überprüfung der Norm besteht. Hieran fehlt es beispielsweise, falls die angegriffene Norm keine Rechtswirkung entfaltet oder deren Verfassungsmäßigkeit bereits überprüft wurde.

##### Form und Frist
Für eine abstrakte Normenkontrolle bedarf es eines ordnungsgemäßen Antrags an das Bundesverfassungsgericht. Dieser muss gemäß § 23 Absatz 1 BVerfGG schriftlich erfolgen und eine Begründung enthalten. In dieser muss der Antragsteller darlegen, warum er annimmt, die angegriffene Rechtsnorm sei unvereinbar mit höherrangigem Recht. Eine Fristbindung besteht aufgrund des Charakters der abstrakten Normenkontrolle als objektives Beanstandungsverfahren nicht.

#### Begründetheit eines Antrags
Ein Antrag auf abstrakte Normenkontrolle ist begründet, soweit die beanstandete Norm mit höherrangigem Recht unvereinbar ist. Richtet sich der Antrag gegen Bundesrecht, überprüft das Gericht dessen Vereinbarkeit mit dem Grundgesetz. Bei der Kontrolle von Landesrecht erstreckt sich die Überprüfung auf die Vereinbarkeit der Rechtsnorm mit dem gesamten Bundesrecht. Mit höherrangigem Recht ist eine Norm vereinbar, soweit sie diesem nicht widerspricht.
Die Verfassungsmäßigkeit eines formellen Gesetzes setzt beispielsweise voraus, dass es formell und materiell mit Verfassungsrecht vereinbar ist. Formell verfassungsgemäß ist ein Rechtssatz, soweit der Normgeber die Gesetzgebungskompetenz besaß, ein ordnungsgemäßes Gesetzgebungsverfahren durchgeführt wurde und er den Formvorschriften entsprechend verkündet wurde. Materiell verfassungsmäßig ist eine Norm, die inhaltlich mit der Verfassung nicht in Konflikt steht. Bei verfassungsändernden Gesetzen beschränkt sich die materielle Prüfung gemäß Art. 79 Absatz 3 GG auf die Vereinbarkeit mit den grundlegenden Verfassungsprinzipien des Art. 1 GG und Art. 20 GG.

#### Entscheidung des Gerichts
Erweist sich die angegriffene Norm als formell oder materiell verfassungswidrig, stellt das Gericht im Tenor seiner Entscheidung gemäß § 78 Absatz 1 BVerfGG grundsätzlich fest, dass die Norm verfassungswidrig und damit seit ihrem Inkrafttreten nichtig ist. Betrifft der Verstoß lediglich einen Teil des Gesetzes, der vom übrigen Gesetz abgetrennt werden kann, kann das Gericht feststellen, dass nur dieser Teil nichtig ist. Bei einem Verstoß gegen eine Verfahrensvorschrift des Grundgesetzes trifft das Gericht eine Nichtigkeitsfeststellung jedoch lediglich dann, falls der Fehler offensichtlich ist. Fehlt es hieran, stellt das Gericht fest, dass die Norm mit dem Grundgesetz nicht vereinbar ist. Auf eine derartige Feststellung beschränkt sich das Gericht auch, falls der Antragsgegenstand gegen ein Gleichheitsrecht verstößt, da der Normgeber einen solchen Verstoß auf unterschiedlichen Wegen beseitigen kann. Erweist sich der Antragsgegenstand als verfassungskonform, stellt das Bundesverfassungsgericht dies ausdrücklich fest. Eine entsprechende Feststellung trifft das Gericht nach der Überprüfung von Landesrecht auf seine Vereinbarkeit mit Bundesrecht hin.
Der Gerichtsentscheidung kommt gemäß § 31 Absatz 2 Satz 1 BVerfGG Gesetzeskraft zu.

### Kompetenzkontrollverfahren
Das Kompetenzkontrollverfahren nach Art. 94 Absatz 1 Nummer 2a GG, § 13 Nummer 6a BVerfGG stellt eine Unterform der abstrakten Normenkontrolle dar. Dieses Verfahren wurde durch Gesetz vom 27. Oktober 1994 eingeführt. Es knüpft an die Bedarfskompetenz des Bundes nach Art. 72 Absatz 2 GG an. Hiernach hat der Bund in ausgewählten Materien lediglich dann die Gesetzgebungskompetenz, falls Bedarf nach einer bundeseinheitlichen Regelung besteht. Im Rahmen des Kompetenzkontrollverfahrens wird ein Gesetz daraufhin überprüft, ob ein solcher Bedarf besteht. Gemäß § 76 Absatz 2 BVerfGG kann ebenfalls überprüft werden, ob sich ein Gesetz im Rahmen der im Zuge der Föderalismusreform von 2006 abgeschafften Rahmengesetzgebungskompetenz nach Art. 75 Absatz 2 GG bewegt.
Antragsberechtigt sind gemäß § 76 Absatz 2 BVerfGG der Bundesrat, eine Landesregierung sowie ein Landesparlament. Antragsgegenstand ist ein formelles Bundesgesetz. Ein Antragsgrund besteht, sofern zwischen Antragsteller und dem Bund Meinungsverschiedenheiten über das Vorliegen des Bedarfs bestehen. Begründet ist ein Antrag im Kompetenzkontrollverfahren, soweit die Voraussetzungen der Art. 72 Absatz 2, Art. 75 Absatz 2 GG nicht vorliegen.

### Konkrete Normenkontrolle
Im Rahmen einer konkreten Normenkontrolle wird eine Rechtsnorm auf ihre Vereinbarkeit mit höherrangigem Recht hin untersucht. Dieses Verfahren ist das in der Gerichtspraxis häufigste nach der Verfassungsbeschwerde. Von der abstrakten Normkontrolle unterscheidet sich die konkrete Normkontrolle dadurch, dass der Antrag von einem Gericht ausgeht, das über einen Einzelfall entscheiden muss. Im Rahmen der konkreten Normenkontrolle kann es überprüfen lassen, ob eine Norm, die bei der Entscheidungsfindung von Bedeutung ist, wirksam ist, indem es diese dem Bundesverfassungsgericht zur Prüfung vorlegt. Das Kontrollverfahren vor dem Bundesverfassungsgericht ist erforderlich, da allein dieses dazu berechtigt ist, formelles Bundesrecht für verfassungswidrig zu erklären.
Die konkrete Normenkontrolle ist in ihren Grundzügen in Art. 100 Absatz 1 Satz 1 GG und § 13 Nummer 11 BVerfGG geregelt. Konkretisiert werden diese Bestimmungen durch § 80-§ 82a BVerfGG.
Antragsberechtigt ist jedes deutsche Gericht. Als Antragsgegenstand kommt jedes Gesetz in Betracht, das durch Fachgerichte nicht verworfen werden kann. Dies trifft auf formelle Gesetze des Bundes und der Länder zu. Gegenstand der konkreten Normenkontrolle können nur solche Normen sein, die nach Inkrafttreten des Grundgesetzes erlassen wurden oder die hiernach durch den Gesetzgeber bestätigt wurden. Gemäß Art. 100 Absatz 1 Satz 1 GG muss das vorlegende Gericht die Norm weiterhin für verfassungswidrig halten. Im Fall von Landesrecht kommt darüber hinaus eine Unvereinbarkeit mit sonstigem Bundesrecht in Frage. Eine hinreichende Überzeugung von der Unwirksamkeit der Norm setzt voraus, dass keine Möglichkeit besteht, die Rechtsnorm in konformer Weise auszulegen. Schließlich muss die Norm für einen laufenden Rechtsstreit des Gerichts entscheidungserheblich sein. Dies trifft zu, falls das Gericht eine andere Entscheidung träfe, wäre die Norm unwirksam. In seiner Antragsschrift muss das Gericht dies gemäß § 80 Absatz 2 BVerfGG unter umfassender Auseinandersetzung mit der geltenden Rechtslage darlegen.
Erweist sich die vorgelegte Norm als verfassungswidrig, erklärt das Bundesverfassungsgericht diese wie bei einem Antrag auf abstrakte Normenkontrolle für nichtig oder stellt deren Unvereinbarkeit mit dem Grundgesetz fest. Entsprechendes gilt bei der Überprüfung von Landesrecht am Maßstab des sonstigen Bundesrechts.

### Individualverfassungsbeschwerde
Mit einer Individualverfassungsbeschwerde kann eine Person rügen, dass sie durch einen Akt der öffentlichen Gewalt in einem Grundrecht oder einem grundrechtsgleichen Recht verletzt wurde. Dieses Verfahren bezweckt die möglichst effektive Durchsetzung und Fortbildung dieser Rechte. Die Verfassungsbeschwerde stellt mit großem Abstand das häufigste Verfahren vor dem Bundesverfassungsgericht dar. Es nimmt dort etwa 96 % aller anhängigen Verfahren ein. Seine Zahl stieg bis 2017 auf knapp unter 6.000 pro Jahr an.

#### Zulässigkeit eines Antrags
Die Individualverfassungsbeschwerde ist in ihren Grundzügen in Art. 94 Absatz 1 Nummer 4a GG und § 13 Nummer 8a BVerfGG geregelt. Konkretisiert werden diese Bestimmungen durch § 90-§ 95a BVerfGG.

##### Beschwerdefähigkeit
Beschwerdefähig ist, wer Träger des gerügten Grundrechts oder grundrechtsgleichen Rechts ist. Als Grundrechte gelten alle subjektiven Rechte, die im ersten Abschnitt des Grundgesetzes (Art. 1-Art. 19 GG) verbürgt werden, etwa die Berufsfreiheit (Art. 12 Absatz 1 GG) und die Eigentumsgarantie (Art. 14 Absatz 1 Satz 1 GG). Grundrechtsgleich sind die Rechte, die außerhalb des ersten Abschnitts des Grundgesetzes stehen und subjektive Rechte verbürgen. Dies trifft etwa auf das Widerstandsrecht (Art. 20 Absatz 4 GG) und den Anspruch auf Durchführung eines rechtmäßigen Auswahlverfahrens bei der Vergabe öffentlicher Ämter (Art. 33 GG) zu.
Einige Grundrechte stehen jeder natürlichen Person offen. Andere schützen lediglich Deutsche. Eine Personenvereinigung ist gemäß Art. 19 Absatz 3 GG grundrechtsfähig, wenn sie ihren Sitz im Inland hat und sich das geltend gemachte Recht inhaltlich sinnvoll auf diese übertragen lässt. Keine Grundrechtsträger sind Hoheitsträger, da diese grundrechtsverpflichtet sind. Abgeordnete sind grundrechtsfähig, soweit sie nicht ihren Abgeordnetenstatus verteidigen, sondern sich auf subjektive Rechte berufen. Um ein solches handelt es sich beispielsweise bei Art. 47 Satz 1 GG, der dem Abgeordneten ein Zeugnisverweigerungsrecht einräumt.

##### Beschwerdegegenstand
Gemäß Art. 1 Absatz 3 GG binden die Grundrechte die gesamte öffentliche Gewalt. Daher kommt als Beschwerdegegenstand jeder Akt der öffentlichen Gewalt in Betracht, also Maßnahmen oder Unterlassungen von Legislative, Exekutive und Judikative.

##### Beschwerdebefugnis
Der Beschwerdeführer ist beschwerdebefugt, falls er geltend macht, selbst, gegenwärtig und unmittelbar und durch einen Akt der öffentlichen Gewalt in einem Grundrecht oder einem grundrechtsgleichen Recht verletzt zu sein. Die Beschwerdebefugnis entfällt, falls eine Rechtsverletzung offensichtlich ausgeschlossen ist.

##### Das Subsidiaritätsprinzip
Bevor der Beschwerdeführer Verfassungsbeschwerde einlegt, muss er den ihm zur Verfügung stehenden Rechtsweg ausgeschöpft haben. Richtet sich seine Beschwerde beispielsweise gegen einen Verwaltungsakt, muss er diesen zuvor auf dem gesamten Verwaltungsrechtsweg erfolglos angegriffen haben. Rügt er die Verletzung der Garantie des rechtlichen Gehörs (Art. 103 Absatz 1 GG), muss er hiergegen zunächst eine Anhörungsrüge erheben. Rügt er die Dauer eines Verfahrens, muss er sich hiergegen zunächst mit einer Entschädigungsklage wehren. Kein Rechtsweg steht gegen formelle Gesetze offen.
Die Verfassungsbeschwerde soll nach der Rechtsprechung des Bundesverfassungsgerichts ultima ratio sein. Daher fordert es, dass der Beschwerdeführer über die Beschreitung des Rechtswegs hinausgehend alle Möglichkeiten ausgeschöpft hat, sein Interesse durchzusetzen. Richtet sich die Verfassungsbeschwerde beispielsweise gegen ein Gesetz, muss der Beschwerdeführer im Regelfall zunächst darauf hinwirken, dass die Norm durch ein Fachgericht inzident überprüft wird.

##### Form und Frist
Die Verfassungsbeschwerde ist fristgebunden. Greift der Beschwerdeführer eine letztinstanzliche rechtskräftige Gerichtsentscheidung an, beträgt die Frist gemäß § 93 Absatz 1 Satz 1 BVerfGG einen Monat ab der Bekanntgabe der Entscheidung gegenüber dem Beschwerdeführer. Greift er ein Gesetz an, ist dies gemäß § 93 Absatz 3 BVerfGG binnen eines Jahres ab Verkündung des Gesetzes möglich.

#### Begründetheit eines Antrags
Die Verfassungsbeschwerde ist begründet, soweit die angegriffene Maßnahme ein Grundrecht oder grundrechtsgleiches Recht des Beschwerdeführers verletzt. Rügt er die Verletzung eines Freiheitsrechts, ist dieses verletzt, falls in dessen Schutzbereich eingegriffen wird und dies nicht gerechtfertigt ist. Rügt er die Verletzung eines Gleichheitsrechts, ist sie begründet, sofern eine Ungleichbehandlung vorliegt, für die es keinen hinreichenden Rechtsgrund gibt.
Greift der Beschwerdeführer einen Rechtssatz an, überprüft das Bundesverfassungsgericht, ob dieser mit den Grundrechten vereinbar ist. Hierbei nimmt das Gericht eine umfassende Prüfung des Rechtssatzes vor, da ein verfassungswidriges Gesetz, das den Beschwerdeführer belastet, zumindest gegen Art. 2 Absatz 1 GG verstößt.
Bei der Überprüfung eines Gerichtsurteils beschränkt sich das Bundesverfassungsgericht auf die Prüfung der Verletzung von Verfassungsrecht. Eine Kontrolle anhand der Verfassung untergeordneten Rechts nimmt das Bundesverfassungsgericht anders als Fachgerichte nicht vor. Ein Gericht verletzt Verfassungsrecht, soweit es sein Urteil auf ein verfassungswidriges Gesetz stützt. Ebenfalls verfassungswidrig handelt es, soweit es die thematische Einschlägigkeit eines Grundrechts verkennt oder ein solches falsch anwendet.

#### Entscheidung des Gerichts
Verstößt der Beschwerdegegenstand gegen ein Grundrecht oder grundrechtsgleiches Recht, stellt das Bundesverfassungsgericht dies gemäß § 95 Absatz 1 Satz 1 BVerfGG fest. Im Fall einer erfolgreichen Urteilsverfassungsbeschwerde hebt das Gericht gemäß § 95 Absatz 2 BVerfGG die angegriffene Entscheidung auf und verweist die Sache an ein zuständiges Gericht zurück. Erweist sich ein Rechtssatz als verfassungswidrig, erklärt das Bundesverfassungsgericht diesen gemäß § 95 Absatz 3 BVerfGG für nichtig.

### Kommunalverfassungsbeschwerde
Die Kommunalverfassungsbeschwerde ist an die Individualverfassungsbeschwerde angelehnt. Sie ermöglicht Gemeinden und Gemeindeverbänden, gegen die Verletzung der Garantie der kommunalen Selbstverwaltung vorzugehen. Diese Garantie wird auf Bundesebene durch Art. 28 Absatz 2 Satz 1 GG gewährleistet. Sie gewährleistet, dass die Gemeinde Angelegenheiten der örtlichen Gemeinschaft in eigener Verantwortung regelt.

### Wahlprüfungsbeschwerde
Die Wahlprüfungsbeschwerde dient der Überprüfung der Gültigkeit einer Wahl. Sie fällt gemäß Art. 94 Absatz 1 Nummer 5, § 13 Nummer 3 BVerfGG in die Zuständigkeit des Bundesverfassungsgerichts. Näher ausgestaltet wird sie in Art. 41 GG und § 48 BVerfGG.
Die Wahlprüfungsbeschwerde knüpft gemäß Art. 41 Absatz 2 GG an eine vorherige Kontrolle einer Wahl durch den Bundestag an. Bevor der Beschwerdeführer sich daher an das Verfassungsgericht wendet, muss er beim Bundestag Einspruch gegen die Wahl einlegen. Die Beschwerde kann gemäß § 48 Absatz 1 BVerfGG durch einen Abgeordneten, dessen Mitgliedschaft im Bundestag bestritten ist, eine Bundestagsminderheit von mindestens 10 %, eine Fraktion sowie einen Wahlberechtigten oder eine Gruppe von diesen eingelegt werden. Gegenstand der Beschwerde ist die Zurückweisung des Einspruchs gegen die Wahl. Für die Wahlprüfungsbeschwerde besteht gemäß § 48 Absatz 1 BVerfGG eine Zweimonatsfrist, deren Ablauf mit dem Fassen des Bundestagsbeschlusses beginnt. Weiterhin muss ein rechtliches Interesse an der Überprüfung der Wahl bestehen. Dieses fehlt, falls eine Entscheidung die Sitzverteilung im Bundestag nicht mehr beeinflussen kann, etwa weil die Legislaturperiode endet.
Begründet ist eine Wahlprüfungsbeschwerde, soweit ein Wahlfehler vorliegt. Ein solcher kann sich aus der falschen Anwendung oder aus der Verfassungswidrigkeit von Bundeswahlrecht ergeben. Als Wahlfehler bewertete die Rechtsprechung beispielsweise den Einsatz von Wahlcomputern, deren Funktionsweise nicht hinreichend durch die Öffentlichkeit kontrolliert werden konnte. Liegt ein Wahlfehler vor, ist dieser lediglich dann beachtlich, wenn er sich auf die Mandatsverteilung ausgewirkt hat.
Liegt ein beachtlicher Fehler bei der Wahldurchführung vor, muss die Wahl im betroffenen Wahlkreis wiederholt werden. Ist hingegen das Wahlrecht verfassungswidrig, muss das Wahlrecht geändert und eine Neuwahl durchgeführt werden. Dies ist jedoch entbehrlich, falls innerhalb der nächsten sechs Monate nicht ohnehin eine Neuwahl stattfände.

### Präsidentenanklage
Die Präsidentenanklage ist in ihren Grundzügen in Art. 61 angelegt und wird durch § 49-§ 57 BVerfGG näher ausgestaltet. Mit ihr können der Deutsche Bundestag und der Bundesrat eine vorsätzliche Verletzung des Grundgesetzes oder eines anderen Bundesgesetzes durch den Bundespräsidenten angreifen. Das Verfahren kann gemäß Art. 61 Absatz 2 Satz 1 GG zur Folge haben, dass der Bundespräsident seines Amtes enthoben wird. Es ist das einzige Verfahren, das dies ermöglicht. Gemäß § 5 des Gesetzes über die Ruhebezüge des Bundespräsidenten entscheidet im Falle einer Präsidentenanklage das Bundesverfassungsgericht, ob und in welcher Höhe das Ruhegehalt gezahlt wird.
Bislang kam es in der Rechtspraxis zu keinem Verfahren nach Art. 61 GG. Im Zuge der Wulff-Affäre wurde Anfang 2012 erstmals eine öffentliche Diskussion über die Präsidentenanklage angestoßen. Durch den wenig später erfolgten Rücktritt des Bundespräsidenten wurde diese Diskussion alsbald beendet.

### Grundrechtsverwirkungsverfahren
Art. 18 GG sieht die Möglichkeit vor, dass ausgewählte Grundrechte verwirkt werden können, weil sie zum Kampf gegen die freiheitliche demokratische Grundordnung missbraucht werden. Dies erfordert eine Prognose dahingehend, dass der Antragsgegner eine Gefahr für die verfassungsmäßige Ordnung darstellt. Bislang ergingen vier erfolglose Anträge auf Grundrechtsverwirkung.

### Parteiverbotsverfahren
Gemäß Art. 21 Absatz 2 Satz 2 GG, § 13 Nummer 2 BVerfGG können der Deutsche Bundestag, der Bundesrat und die Bundesregierung ein Parteiverbotsverfahren vor dem Bundesverfassungsgericht anstrengen. Ein solches ist begründet, falls die Tätigkeit einer Partei zu einer konkreten Gefahr für den Bestand der freiheitlich demokratischen Grundordnung führt.
Seit Inkrafttreten des Grundgesetzes 1949 gab es zwei erfolgreiche Parteiverbotsverfahren. 1952 wurde die Sozialistische Reichspartei (SRP) verboten, 1956 die Kommunistische Partei Deutschlands (KPD). In beiden Fällen wurden die Ziele der Parteien durch das Bundesverfassungsgericht als verfassungswidrig beurteilt. 2001 wurde ein Verbotsverfahren gegen die Nationaldemokratische Partei Deutschlands (NPD) angestrengt, allerdings wegen Verfahrensfehlern eingestellt. Ein zweiter Verbotsantrag wurde im Januar 2017 als unbegründet zurückgewiesen: Die NPD sei zwar verfassungsfeindlich, wesensverwandt mit dem Nationalsozialismus und wolle „die bestehende Verfassungsordnung durch einen an der ethnisch definierten Volksgemeinschaft ausgerichteten autoritären Nationalstaat ersetzen“, stelle aber aktuell angesichts ihrer Bedeutungslosigkeit im politischen Geschehen keine konkrete Bedrohung für die freiheitliche demokratische Grundordnung dar.

### Richteranklage
Gemäß Art. 98 Absatz 2 GG, § 13 Nummer 9 BVerfGG entscheidet das Bundesverfassungsgericht über die Anklage eines Bundesrichters. Eine solche kann ergehen, falls ein Richter gegen die Grundsätze des Grundgesetzes oder die verfassungsmäßige Ordnung eines Landes verstößt. In diesem Fall kann der Bundestag beantragen, dass der Richter vorzeitig in den Ruhestand versetzt oder im Fall vorsätzlichen Handelns entlassen wird. Gemäß Art. 98 Absatz 5 GG können die Länder vorsehen, dass auch Landesrichter vor dem Bundesverfassungsgericht angeklagt werden können.

### Klage über die Einsetzung eines Untersuchungsausschusses
Gemäß § 13 Nummer 11a BVerfGG, § 36 Absatz 2 PUAG entscheidet das Bundesverfassungsgericht darüber, ob eine Entscheidung des Bundestags über die Einsetzung eines Untersuchungsausschusses mit dem Grundgesetz vereinbar ist.

### Normverifikationsverfahren
Das Normverifikationsverfahren ist in seinen Grundzügen in Art. 100 Absatz 2 GG, § 13 Nr. 12 BVerfGG geregelt. Mit ihm kann überprüft werden, ob eine allgemeine Regel des Völkerrechts existiert und rechtliche Bindung entfaltet. Gemäß Art. 25 Satz 1 GG besitzen allgemeine Regeln des Völkerrechts den Rang eines Bundesgesetzes, gehen allerdings anderen Gesetzen vor. Ein Verifikationsverfahren kann durch ein Gericht eingeleitet werden, das zur Entscheidung eines Rechtsstreits auf die Entscheidung über die Geltung einer Regel des Völkerrechts angewiesen ist.

### Einstweilige Anordnung
Gemäß § 32 Absatz 1 BVerfGG kann das Bundesverfassungsgericht im Rahmen eines Verfahrens eine einstweilige Anordnung erlassen. Hierbei handelt es sich um eine Ergänzung eines anderen Verfahrens, das als Hauptsache bezeichnet wird. Hierdurch kann verhindert werden, dass sich der gegenwärtige Zustand bis zur Entscheidung des Gerichts in der Hauptsache derart verändert, dass die Entscheidung für den Antragsteller keinen oder lediglich verringerten Wert besitzt.

#### Zulässigkeit eines Antrags
Ein Antrag auf Erlass einer einstweiligen Anordnung ist statthaft, sofern ein Streitfall vorliegt, dessen Klärung in die Zuständigkeit des Bundesverfassungsgerichts fällt. Ein Streitfall liegt vor, sofern sich eine verfassungsrechtliche Auseinandersetzung derart verdichtet hat, dass zu erwarten ist, dass dieser durch einen Antrag vor dem Bundesverfassungsgericht geklärt wird.
Die Antragsberechtigung im Verfahren nach § 32 BVerfGG beurteilt sich nach der Antragsberechtigung in der Hauptsache. Ein Antragsgrund besteht, falls die einstweilige Anordnung dringend geboten ist, um erhebliche Nachteile zu verhindern.
Schließlich darf der Erlass einer einstweiligen Anordnung nicht dazu führen, dass die Hauptsache vorweggenommen wird. Ausnahmsweise ist dies zulässig, falls die Anordnung notwendig ist, um einen effektiven Rechtsschutz zu ermöglichen.

#### Begründetheit eines Antrags
Ein Antrag auf Erlass einer einstweiligen Anordnung ist begründet, wenn ein Anordnungsgrund besteht. Dessen Vorliegen prüft das Bundesverfassungsgericht regelmäßig in zwei Schritten: Zunächst untersucht es, ob der Antrag in der Hauptsache offensichtlich unzulässig oder unbegründet ist. Falls beides nicht zutrifft, stellt das Gericht eine Folgenabwägung an. Hierbei vergleicht es die Folgen eines Erlasses der Anordnung bei Erfolglosigkeit der Hauptsache mit den Folgen eines unterbliebenen Erlasses bei Erfolg der Hauptsache.

#### Entscheidung des Gerichts
Ist der Antrag zulässig und begründet, erlässt das Gericht eine einstweilige Anordnung. Diese bindet gemäß § 31 BVerfGG die gesamte Staatsgewalt. Die Anordnung bleibt gemäß § 32 Absatz 6 Satz 1 BVerfGG für maximal sechs Monate in Kraft.

### Verfahren über Meinungsverschiedenheiten über das Fortgelten von Recht als Bundesrecht
Gemäß Art. 126 GG, § 13 Nummer 14 BVerfGG entscheidet das Bundesverfassungsgericht darüber, ob Recht, das vor Inkrafttreten des Grundgesetzes erlassen wurde, als Bundesrecht fortgilt. In der Rechtspraxis war dieses Verfahren in den fünfziger und den sechziger Jahren von praktischer Bedeutung. Über das letzte Verfahren nach Art. 126 GG entschied das Bundesverfassungsgericht 1972.

### Tabellarischer Überblick über die Verfahren
| Verfahrensart | Regelung im GG                    | Nummer im Katalog des § 13 BVerfGG | Nähere Ausgestaltung im Dritten Teil des BVerfGG |
| --- | --------------------------------- | ---------------------------------- | ------------------------------------------------ |
| Grundrechtsverwirkungsverfahren | Art. 18 Satz 2                    | 1                                  | § 36-§ 42                                        |
| Parteiverbotsverfahren | Art. 21 Absatz 2 Satz 2           | 2                                  | § 43-§ 47                                        |
| Wahlprüfungsbeschwerde | Art. 41 Absatz 1 Satz 1, Absatz 2 | 3                                  | § 48                                             |
| Beschwerde gegen die Nichtanerkennung als Partei zur Bundestagswahl                                                                        | Art. 94 Absatz 1 Nummer 4c        | 3a                                 | § 96a-§ 96d                                      |
| Präsidentenanklage | Art. 61                           | 4                                  | § 49 -§ 57                                       |
| Organstreitverfahren | Art. 94 Absatz 1 Nummer 1         | 5                                  | § 63-§ 67                                        |
| Abstrakte Normenkontrolle | Art. 94 Absatz 1 Nummer 2         | 6                                  | § 76-§ 79                                        |
| Abstrakte Normenkontrolle über die Voraussetzungen des Art. 72 Abs. 2 GG                                                                   | Art. 94 Absatz 1 Nummer 2a        | 6a                                 | § 76-§ 79                                        |
| Abstrakte Normenkontrolle über das weitere Bestehen der Erforderlichkeit einer Bundesgesetzlichen Regelung                                 | Art. 94 Absatz 1 Nummer. 2        | 6b                                 | § 97                                             |
| Bund-Länder-Streitigkeit | Art. 94 Absatz 1 Nummer 3         | 7                                  | § 68-§ 70                                        |
| Sonstige Öffentlichrechtliche Streitigkeiten zwischen dem Bund und den Ländern, zwischen verschiedenen Ländern oder innerhalb eines Landes | Art. 94 Absatz 1 Nummer 4         | 8                                  | § 71-§ 72                                        |
| Individualverfassungsbeschwerde | Art. 94 Absatz 1 Nummer 4a        | 8a                                 | § 90-§ 95a                                       |
| Kommunalverfassungsbeschwerde | Art. 94 Absatz 1 Nummer 4ab       | 8a                                 | § 91                                             |
| Richteranklage gegen Bundes- oder Landesrichter                                                                                            | Art. 98 Absatz 2, 5               | 9                                  | § 58-§ 62                                        |
| Landesverfassungsstreitigkeiten kraft landesrechtlicher Zuweisung                                                                          | Art. 99                           | 10                                 | § 73-§ 75                                        |
| Konkrete Normenkontrolle | Art. 100 Absatz 1 GG              | 11                                 | § 80-§ 82a                                       |
| Klage über die Einsetzung eines Untersuchungsausschusses                                                                                   | -                                 | 11a                                | § 80-§ 82a                                       |
| Verfahren zur Überprüfung einer Völkerrechtsregel als Teil des Bundesrechts                                                                | Art. 100 Absatz 2                 | 12                                 | § 83-§ 84                                        |
| Verfahren über die Auslegung des Grundgesetzes auf Vorlage eines Landesverfassungsgerichts                                                 | Art. 100 Absatz 3                 | 13                                 | § 85                                             |
| Verfahren über Meinungsverschiedenheiten über das Fortgelten von Recht als Bundesrecht                                                     | Art. 126                          | 14                                 | § 86-§ 89                                        |
| Sonstige durch Bundesgesetz zugewiesene Fälle                                                                                              | Art. 94 Absatz 3                  | 15                                 |                                                  |

## Verfahren vor den Landesverfassungsgerichten
Die Verfahren vor den Landesverfassungsgerichten richten sich nach der jeweiligen Landesverfassung und den Landesgesetzen der einzelnen Bundesländer. Sie sind jedoch oft den entsprechenden Regelungen des Bundes nachgebildet oder verweisen sogar auf dies.

Vorschriften über die Verfassungsgerichte der Bundesländer
| Bundesland             | Name des Verfassungsgerichts                            | Landesverfassung                                               | Gesetz |
| ---------------------- | ------------------------------------------------------- | -------------------------------------------------------------- | --- |
| Baden-Württemberg      | Verfassungsgerichtshof für das Land Baden-Württemberg   | Art. 68 Verfassung des Landes Baden-Württemberg                | Gesetz über den Verfassungsgerichtshof (Verfassungsgerichtshofsgesetz – VerfGHG)                                          |
| Bayern                 | Bayerischer Verfassungsgerichtshof                      | Art. 60–69 Verfassung des Freistaats Bayern                    | Gesetz über den Bayerischen Verfassungsgerichtshof (VfGHG)                                                                |
| Berlin                 | Verfassungsgerichtshof des Landes Berlin                | Art. 84 Verfassung von Berlin                                  | Gesetz über den Verfassungsgerichtshof (VerfGHG)                                                                          |
| Brandenburg            | Verfassungsgericht des Landes Brandenburg               | Art. 112 und 113 Verfassung des Landes Brandenburg             | Gesetz über das Verfassungsgericht des Landes Brandenburg (Verfassungsgerichtsgesetz – VerfGGBbg)                         |
| Bremen                 | Staatsgerichtshof der Freien Hansestadt Bremen\|        | Art. 139 und 140 Landesverfassung der Freien Hansestadt Bremen | Gesetz über den Staatsgerichtshof                                                                                         |
| Hamburg                | Hamburgisches Verfassungsgericht                        | Art. 65 Verfassung der Freien und Hansestadt Hamburg           | Gesetz über das Hamburgische Verfassungsgericht                                                                           |
| Hessen                 | Staatsgerichtshof des Landes Hessen                     | Art. 130–133 Verfassung des Landes Hessen                      | Gesetz über den Staatsgerichtshof (StGHG)                                                                                 |
| Mecklenburg-Vorpommern | Landesverfassungsgericht Mecklenburg-Vorpommern         | Art. 52–54 Verfassung des Landes Mecklenburg-Vorpommern        | Gesetz über das Landesverfassungsgericht Mecklenburg-Vorpommern (Landesverfassungsgerichtsgesetz – LVerfGG M-V)           |
| Niedersachsen          | Niedersächsischer Staatsgerichtshof                     | Art. 54 und 55 Niedersächsische Verfassung                     | Gesetz über den Staatsgerichtshof (NStGHG)                                                                                |
| Nordrhein-Westfalen    | Verfassungsgerichtshof für das Land Nordrhein-Westfalen | Art. 75 und 76 Verfassung für das Land Nordrhein-Westfalen     | Gesetz über den Verfassungsgerichtshof für das Land Nordrhein-Westfalen (Verfassungsgerichtshofgesetz – VerfGHG NRW)      |
| Rheinland-Pfalz        | Verfassungsgerichtshof Rheinland-Pfalz                  | Art. 130 und 130a, 134–136 Verfassung für Rheinland-Pfalz      | Landesgesetz über den Verfassungsgerichtshof                                                                              |
| Saarland               | Verfassungsgerichtshof des Saarlandes                   | Art. 96 und 97 Verfassung des Saarlandes                       | Gesetz Nr. 645 über den Verfassungsgerichtshof (VerfGHG)                                                                  |
| Sachsen                | Verfassungsgerichtshof des Freistaates Sachsen          | Art. 81 Verfassung des Freistaates Sachsen                     | Gesetz über den Verfassungsgerichtshof des Freistaates Sachsen (Sächsisches Verfassungsgerichtshofsgesetz – SächsVerfGHG) |
| Sachsen-Anhalt         | Landesverfassungsgericht Sachsen-Anhalt                 | Art. 74–76 Verfassung des Landes Sachsen-Anhalt                | Gesetz über das Landesverfassungsgericht (Landesverfassungsgerichtsgesetz – LVerfGG)                                      |
| Schleswig-Holstein     | Schleswig-Holsteinisches Landesverfassungsgericht       | Art. 51 Verfassung des Landes Schleswig-Holstein               | Gesetz über das Schleswig-Holsteinische Landesverfassungsgericht (Landesverfassungsgerichtsgesetz – LVerfGG)              |
| Thüringen              | Thüringer Verfassungsgerichtshof                        | Art. 79 und 80 Verfassung des Freistaats Thüringen             | Gesetz über den Thüringer Verfassungsgerichtshof (Thüringer Verfassungsgerichtshofsgesetz – ThürVerfGHG)                  |

 Tabellarischer Überblick über die Verfahren bei den Landesverfassungsgerichten 
| Verfahrensart                                                   | BW | BY | BE  | BB | HB | HH  | HE | MV | NI | NW  | RP | SL | SN | ST | SH | TH |
| --------------------------------------------------------------- | -- | -- | --- | -- | -- | --- | -- | -- | -- | --- | -- | -- | -- | -- | -- | -- |
| Aberkennung von Grundrechten                                    |    |    |     |    |    |     | x  |    |    |     |    |    |    |    |    |    |
| Abstrakte Normenkontrolle                                       | x  | x  | x   | x  | x  | x   | x  | x  | x  | x   | x  | x  | x  | x  | x  | x  |
| Anklage Mitglied des Rechnungshofs                              |    |    |     |    |    | x   |    |    |    |     |    |    |    |    |    |    |
| Auslegung Landesrecht                                           |    |    |     |    |    | x   |    |    |    |     |    |    |    |    |    |    |
| Individualverfassungsbeschwerde                                 | x  | x  | x   | x  |    |     | x  | x  |    | x   | x  | x  | x  | x  |    | x  |
| Kommunalverfassungsbeschwerde                                   | x  |    | x 1 | x  |    | x   | x  | x  | x  |     | x  | x  | x  | x  | x  |    |
| Konkrete Normenkontrolle                                        | x  | x  | x   | x  | x  | x   | x  | x  | x  | x   | x  | x  | x  | x  | x  | x  |
| Kontrolle Verfassungsänderung/Antrag Verfassungsänderung        | x  | x  |     |    |    |     |    |    |    |     | x  | x  | x  |    |    |    |
| Mandatsaberkennung/Anklage Abgeordneter                         | x  | x  |     | x  |    |     |    |    | x  |     |    | x  | x  |    |    |    |
| Ministeranklage/Amtsaberkennung                                 | x  | x  |     |    | x  | x 2 | x  |    | x  |     | x  | x  | x  |    |    |    |
| Nichtzulassung zur Landtagswahl                                 |    | x  |     | x  |    |     |    |    | x  | x 3 | x  |    |    |    | x  |    |
| Organstreitverfahren                                            | x  | x  | x   | x  | x  | x   | x  | x  | x  | x   | x  | x  | x  | x  | x  | x  |
| Popularklage                                                    |    | x  |     |    |    |     |    |    |    |     |    |    |    |    |    |    |
| Sozialisierung                                                  |    |    |     |    |    |     |    |    |    |     | x  | x  |    |    |    |    |
| Untersuchungsausschuss                                          |    |    |     |    |    |     |    | x  | x  |     |    |    |    | x  |    | x  |
| Verfahren Volksinitiativen, Volksbegehren, Volksentscheide etc. |    |    | x   | x  | x  | x   | x  | x  | x  | x   |    | x  | x  | x  | x  | x  |
| Wahlprüfung                                                     | x  | x  | x   | x  | x  | x   | x  | x  | x  | x   | x  | x  | x  | x  | x  | x  |

Alle Landesverfassungsgerichte entscheiden über abstrakte und konkrete Normenkontrollverfahren, Organstreitigkeiten und Wahlprüfungsbeschwerden.
Mit Ausnahme von Bremen, Hamburg, Niedersachsen und Schleswig-Holstein sind Individualverfassungsbeschwerden möglich. Lediglich in Bayern, Bremen und Hamburg sind Kommunalverfassungsbeschwerden ausgeschlossen. Außer in Baden-Württemberg, Bayern und Rheinland-Pfalz können in allen Bundesländern Streitigkeiten wegen Volksinitiativen, Volksbegehren, Volksentscheiden und ähnlichen Verfahren direkter Demokratie anhängig gemacht werden.
Insgesamt neun Bundesländer sehen die Anklage von Mitgliedern der Landesregierungen und sechs die Aberkennung von Mandaten der Abgeordneten der Landtage vor. Sechs Bundesländer ermöglichen es Parteien oder Vereinigungen gegen die Nichtzulassung zur Landtagswahl das jeweilige Landesverfassungsgericht anzurufen. In fünf Bundesländern kann ein Antrag auf Änderung der Verfassung bzw. das verfassungsändernde Gesetz auf Vereinbarkeit mit der Verfassung geprüft werden. In Mecklenburg-Vorpommern, Niedersachsen, Sachsen-Anhalt und Thüringen ist ein Verfahren wegen der geltend gemachten Verfassungswidrigkeit des Untersuchungsauftrages von Untersuchungsausschüssen möglich.
Seltene Verfahren sind die Aberkennung von Grundrechten (Hessen), die Anklage gegen Mitglieder des Rechnungshofes und die Auslegung von Landesrecht (jeweils Hamburg), die bayrische Popularklage sowie Entscheidungen über Sozialisierungen (Rheinland-Pfalz und Saarland).
Verfassungsprozessrecht in Bayern
Die Bayerische Verfassung sowie der Bayerischer Verfassungsgerichtshof (BayVerfGH) und seine Verfahren sind älter als das Grundgesetz. Auch wenn sich im Wesentlichen die Verfahren vor dem BVerfG und dem BayVerfGH entsprechen unterscheidet sich bei der Verfassungsbeschwerde in folgenden Punkten:
- Die Frist zur Einlegung der Verfassungsbeschwerde beträgt zwei Monate.
- Der BayVerfGH kann dem Beschwerdeführer gemäß Art. 27 Abs. 1 BayVerfGHG einen Kostenvorschuss von maximal € 1.500,00 auferlegen. Das Verfahren vor dem BayVerfGH wird in diesem Fall nur dann fortgeführt, wenn der Beschwerdeführer diesen Kostenvorschuss vorab leistet.
- Die Anhörung des Bayerischen Justizministeriums ist obligatorisch, das Justizministerium kann zum Verfahren Stellung nehmen oder auf eine Stellungnahme verzichten.
- Die Entscheidungen des BayVerfGH müssen, auch im Fall einer offensichtlichen Unbegründetheit, stets begründet werden.

Überdies besteht vor dem BayVerfGH die Möglichkeit zur Popularklage. Jedermann kann Normen des bayerischen Landesrechts dem Gerichtshof zur Prüfung vorlegen, wenn er die Grundrechte darin verletzt sieht.